# Hahnia mridulae
Hahnia mridulae là một loài nhện trong họ Hahniidae.
Loài này thuộc chi Hahnia. Hahnia mridulae được Benoy Krishna Tikader miêu tả năm 1970.